# Kroativ
Akcija "Kupujmo hrvatsko" nastala je s ciljem upoznavanja tvrtki sa znakovima "Izvorno hrvatsko" i "Hrvatska kvaliteta". Akciju - Kupujmo hrvatsko, provodi od 1997.godine Hrvatska gospodarska komora. Prema anketama, 97% građana je čulo za akciju i njen slogan. Postigla je visok stupanj podržavanja te aktivnosti od oko 88% stanovnika zemlje, tj. prosječnu ocjenu od 4,4 (ocjena-1=uopće ne podržava, do-5=jako podržava). Popratni rezultat je i da, za sada, približno 30% građana kupuje baš hrvatske proizvode više nego prije početka akcije[nedostaje izvor].
Hrvatska gospodarska komora 2006. godine u sklopu prvobitne akcije "Kupujmo hrvatsko" pokrenula je kampanju "Budimo kroativni - proizvodimo i kupujmo kvalitetno". Cilj akcije bio je utjecati na svijest građana o važnosti proizvodnje i kupovine hrvatskih proizvoda. Osim uspjeha same akcije, hrvatski vokabular dobio je i par novih termina, kroativno, kroativ i kroativnost. Svi ti termini nastali su kao izvedenice engleskog naziva akcija što bi u doslovnom prijevodu značilo "Budimo kroativni". Osnovni termin "CROative" nastao je jednostavnom igrom riječi. Spojivši riječi kreativnost i Hrvatska (eng. Croatia, njem. Kroatien) utemeljen je novi hrvatski termin "kroativnost", odnosno "CROativ" na engleskom jeziku. Cilj ovog maštovitog termina bio je predstavljanje hrvatske kvalitete i hrvatske kreativnosti. Riječ kroativno bila je čak prijavljena na natječaj za nagradu "Dr. Ivan Šreter" za najbolju novu hrvatsku riječ, kroativno bi značilo hrvatsko i kreativno.

## Unutarnje poveznice
- Znanost u Hrvatskoj
- Boris Ljubičić

## Vanjske poveznice
- Hrvatska gospodarska komora
- Kupujmo Hrvatsko  Arhivirana inačica izvorne stranice od 16. siječnja 2009. (Wayback Machine)
- Kupujmo Hrvatsko EU  Arhivirana inačica izvorne stranice od 5. listopada 2008. (Wayback Machine)
- Hrvatski proizvod  Arhivirana inačica izvorne stranice od 19. prosinca 2008. (Wayback Machine)
- Be CROative  Arhivirana inačica izvorne stranice od 19. rujna 2008. (Wayback Machine)
- Drvo je prvo  Arhivirana inačica izvorne stranice od 1. siječnja 2009. (Wayback Machine)
- Projekt vizualnog označavanja hrvatskih proizvoda  Arhivirana inačica izvorne stranice od 24. listopada 2010. (Wayback Machine)
- Nagrada 'Dr. Ivan Šreter' za najbolju novu hrvatsku riječ[neaktivna poveznica]
- Galerija originalnih hrvatskih stranica i autora - Kroativ.com  Arhivirana inačica izvorne stranice od 29. prosinca 2008. (Wayback Machine)
- Edukacija hrvatskih web dizajnera - Kroativ.net